# Shugo Takahashi
Pour les articles homonymes, voir Takahashi.
Shugo Takahashi (japonais : 高橋 秀五, Takahashi Shugo) est l'actuel vice-président de la société de création de jeux vidéo Camelot Software Planning. C'est le frère du président de l'entreprise, Hiroyuki Takahashi. Il a participé à de nombreux projets de l'entreprise à divers postes : responsable de projet, producteur ou game designer.

## Liste des jeux vidéo
- Shining Force Gaiden (Sega, 1992)
- Shining Force II (Sega, 1993)
- Shining Force Gaiden II (Sega, 1993)
- Shining Force Gaiden: Final Conflict (Sega, 1995)
- Beyond the Beyond (Sony, 1995)
- Everybody's Golf (Sony, 1997)
- Shining Force III: Scenario 1 (Sega, 1997)
- Shining Force III: Scenario 2 (Sega, 1998)
- Shining Force III: Scenario 3 (Sega, 1998)
- Shining Force III: Premium Disc (Sega, 1998)
- Mario Golf (Nintendo, 1999)
- Mario Tennis (Nintendo, 2000)
- Mario Tennis (Nintendo, 2000)
- Golden Sun (Nintendo, 2001)
- Golden Sun : L'Âge perdu (Nintendo, 2002)
- Mario Golf: Toadstool Tour (Nintendo, 2003)
- Mario Golf: Advance Tour (Nintendo, 2004)
- Mario Power Tennis (Nintendo, 2004)
- Mario Tennis: Power Tour (Nintendo, 2005)